# Hrabstwo Spartanburg
Hrabstwo Spartanburg – hrabstwo w stanie Karolina Południowa w USA.

## Geografia
Według United States Census Bureau całkowita powierzchnia hrabstwa wynosi 2121 km² z czego 2092 km² stanowią lądy, a 29 km² stanowią wody. Według szacunków w roku 2010 hrabstwo zamieszkiwało 284 307 mieszkańców. Jego siedzibą administracyjną jest Spartanburg.

### Miasta
- Campobello
- Central Pacolet
- Cowpens
- Duncan
- Greer
- Inman
- Landrum
- Lyman
- Pacolet
- Reidville
- Spartanburg
- Wellford
- Woodruff

### CDP
- Arcadia
- Boiling Springs
- Clifton
- Converse
- Cross Anchor
- Enoree
- Fairforest
- Fingerville
- Glendale
- Gramling
- Inman Mills
- Mayo
- Roebuck
- Saxon
- Southern Shops
- Startex
- Valley Falls

### Sąsiednie hrabstwa
- Hrabstwo Rutherford (północ)
- Hrabstwo Cherokee (wschód)
- Hrabstwo Union (południowy wschód)
- Hrabstwo Laurens (południe)
- Hrabstwo Greenville (zachód)
- Hrabstwo Polk (północny zachód)